# Pedrons del camí vell del Castell (Balsareny)
Pedrons del camí vell del Castell era un conjunt de petites construccions de caràcter religiós del municipi de Balsareny (Bages).

## Descripció
De les catorze capelles originals només en queda una. Totes tenien una factura similar: el primer metre construït en pedra, l'espai de la capelleta és fet amb maó, i la coberta -a dues aigües molt pronunciades- és formada amb tres gruixos de rajola.
Hi ha restes de la reixa de ferro que tancava la capelleta.

## Història
Hi havia hagut catorze capelletes de dimensions i característiques similars, distribuïdes al llarg del camí antic d'anar al castell, concretament entre la palanca i l'església del castell. Aquestes capelles de viacrucis es van construir a la primera dècada del segle xx. Inicialment les estacions es van preparar amb estampes enquadernades i més tard amb rajoleta. A conseqüència de la Guerra Civil se'n van enderrocar moltes i només d'algunes només en queden les restes.
La capella de Sant Antoni, construïda fa pocs anys al camí nou que puja cap al castell, es va aixecar en record de les capelletes de viacrucis que hi havia hagut. Aquesta capella conté una rajola amb la imatge de Sant Antoni.